# Nehemiah Grew
Pour les articles homonymes, voir Grew.
Nehemiah Grew (Mancetter Parish, Warwickshire, 26 septembre 1641 - Londres, 25 mars 1712) est un botaniste et médecin britannique.

## Biographie
Nehemiah Grew est le fils unique d'Obadiah Grew (1607-1688), un ecclésiastique. Grew sort diplômé du Pembroke College de Cambridge en 1661 et obtient, en 1671, son doctorat en médecine à l'Université de Leyde après avoir écrit une thèse intitulée Disputatio medico-physica de liquore nervoso.
Il commence à étudier l'anatomie des végétaux en 1664 et présente en 1670 à la Royal Society, par l'entremise de l'évêque John Wilkins, un mémoire intitulé The Anatomy of Vegetables Begun, ce qui lui vaut d'être admis comme membre de cette société l'année suivante. Le mémoire paraît en 1672, année où Grew s'installe à Londres, où il acquiert une grande réputation comme médecin.

## Travaux
En 1673, Grew fait paraître Idea of a Phytological History, constitué d'une série de mémoires qu'il a présentés à la Royal Society l'année précédente. En 1677, il succède à Henry Oldenburg au poste de secrétaire de la société. Il publie, toujours pour la Royal Society, en 1678-1679, les Philosophical Transactions, dans lequel il est le premier à décrire scientifiquement les dermatoglyphes.
Il publie en 1681, un catalogue des raretés conservées au Gresham College, siège de la Royal Society, sous le titre Musaeum Regalis Societatis. Il est l'un des premiers à mettre en doute l'appartenance des chauves-souris à la classe des oiseaux. Pour lui, c'est une créature intermédiaire entre les oiseaux et les mammifères. Ce livre est le premier à proposer le catalogue d'une collection d'œufs d'oiseaux.
En 1682, il fait paraître son œuvre majeure, Anatomy of Plants, qui est également une collection de ses anciens écrits. Elle est divisée en quatre parties intitulées « Anatomy of Vegetables Begun », « Anatomy of Roots », « Anatomy of Trunks » et « Anatomy of Leaves, Flowers, Fruits and Seeds », et est illustrée de quatre-vingt-deux planches.
Il faut également signaler parmi ses autres œuvres : Seawater made Fresh (1684), Nature and Use of the Salt Contained in Epsom and Such Other Waters (1697), Tractatus de salis (1693) et Cosmologia Sacra (1701).
Ses archives sont pour l'essentiel conservées à Pembroke. Carl von Linné lui a dédié le genre Grewia. Linné conserve par ailleurs de nombreuses appellations latines proposées par Grew dans ses ouvrages.

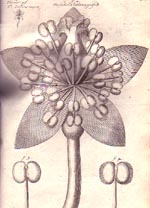
Illustration d'Anatomy of Plants (1682).
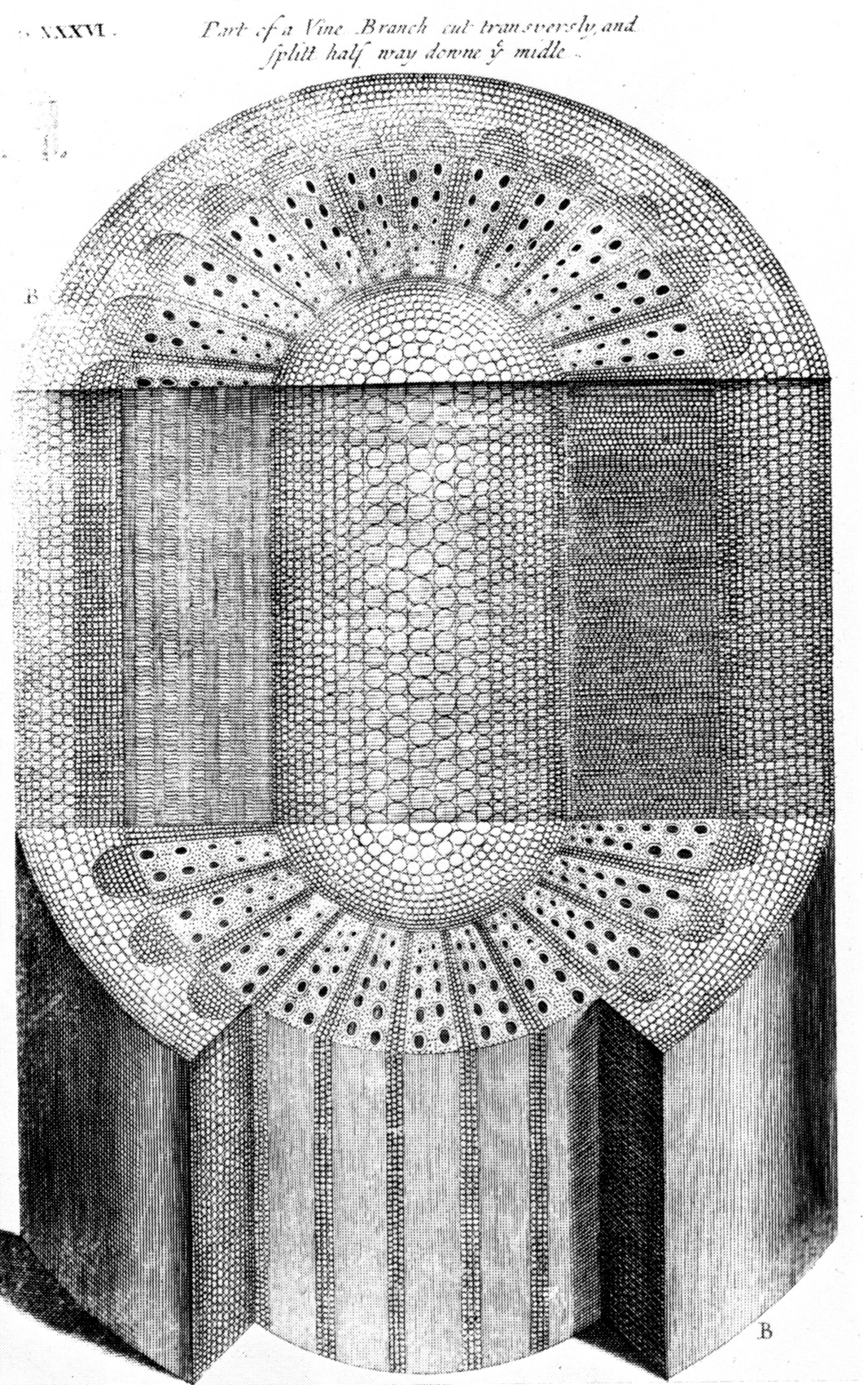
Section d'une tige de vigne (Anatomy of Plants).
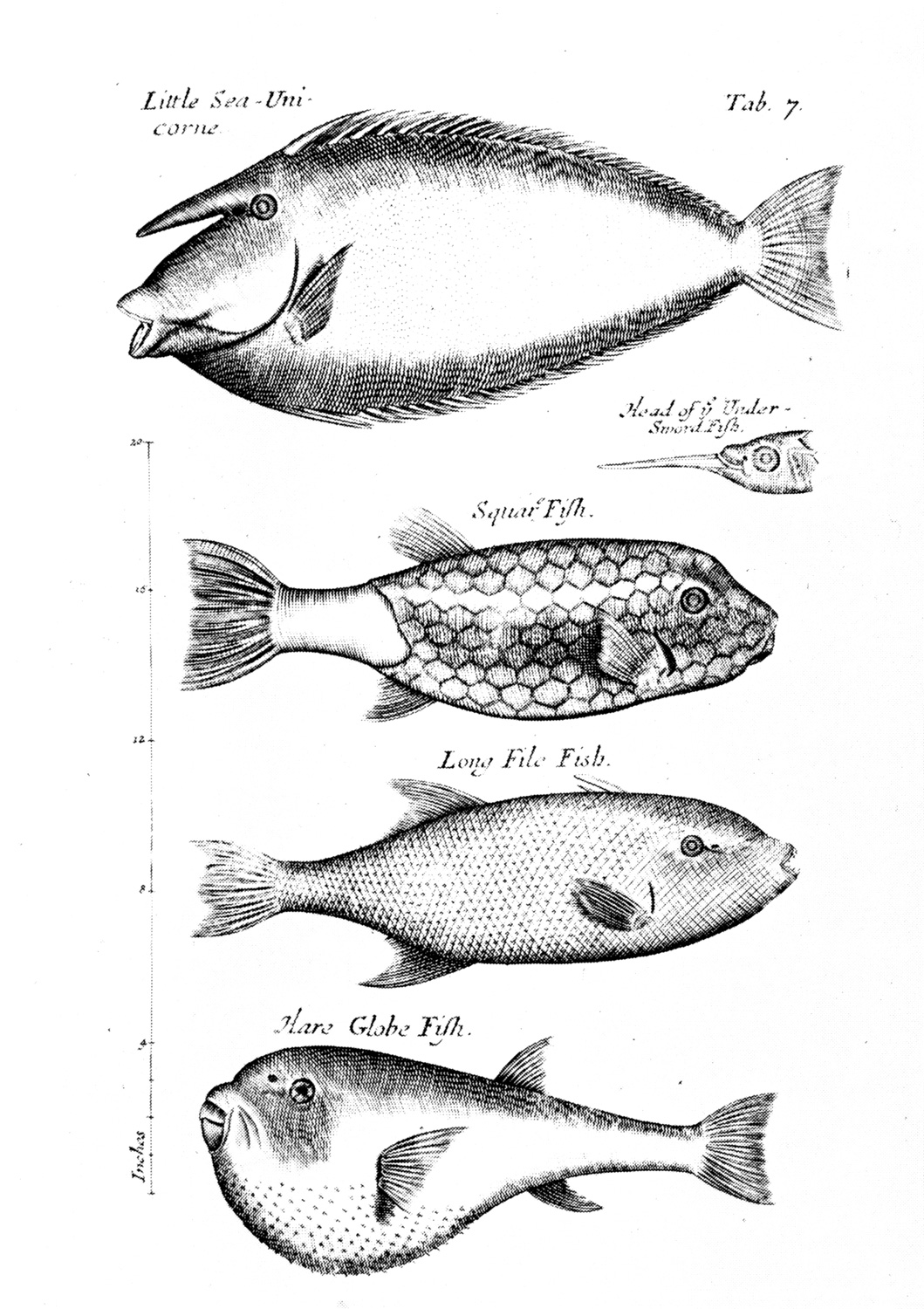
Planche sur les poissons extraite de Museaum regalis societatis (1681).

## Sources
- (en) Michael Walters, A Concise History of Ornithology, New Haven (Connecticut), Yale University Press, 2003, 255 pages  (ISBN 0-300-09073-0).